# Maschinenfabrik Herkules
Die Maschinenfabrik Herkules Hans Thoma GmbH ist ein Unternehmen, das als Hersteller von Walzenbearbeitungsmaschinen Weltmarkt- und Technologieführer ist. Der Firmensitz des international tätigen Unternehmens mit Produktions- und Servicestätten in Meuselwitz (Thüringen), den USA, China und Indien ist in Siegen. Geleitet wird das Familienunternehmen von Maximilian Thoma in der vierten Generation.

## Geschichte
Im Jahr 1911 gründete Franz Thoma in Siegen die Maschinenfabrik Herkules, die zu Beginn Ständerbohrmaschinen herstellte. Als der Verkauf von Bohrmaschinen aufgrund der Weltwirtschaftskrise immer schwieriger wurde, begann das Unternehmen Walzendrehbänke und später auch Walzenschleifmaschinen zu entwickeln und herzustellen. 1945 übernahm Hans Thoma die Geschäftsführung und wurde alleiniger Gesellschafter. Unter seiner Führung erfolgte 1975 die Inbetriebnahme der bis heute weltweit größten Walzendrehmaschine. 1978 ging die Geschäftsführung an Christoph Thoma in dritter Generation. 1987 wurde die erste HCC-prozessrechner-gesteuerte Walzenschleifmaschine mit on-the-fly-Korrekturmöglichkeiten in Betrieb genommen. Durch den Erwerb der Maschinenfabrik Meuselwitz konnte im Jahr 1992 die Fertigungskapazität verdoppelt werden. Es folgten die Übernahmen der Unternehmen RD & D (1996), KPM Kube Plekker Microsystems (1999), Voith Paper Schleifmaschinen-Engineering (2001) und WaldrichSiegen (2004). Im Jahr 2009 ging die Maschinenfabrik Herkules in China ein Joint-Venture mit dem Unternehmen YATAI ein. Anfang 2011, nach Beendigung dieses Joint-Ventures, erwarb die HerkulesGroup alle Anteile am chinesischen Unternehmen, das nun zu 100 % als eigene Servicestätte unter Jiaxing GMT German Machine Tools Co. Ltd.  firmiert. Mit dem Erwerb der Union Werkzeugmaschinen GmbH in Chemnitz im Juni 2011 setzte die HerkulesGroup die strategische Erweiterung ihres Produktportfolios fort. UnionChemnitz ist ein weltweit führender Hersteller von Horizontal-Bohr- und Fräsmaschinen. Im Mai 2012 erwarb die HerkulesGroup den Getriebehersteller RS Antriebstechnik (heute RSGetriebe GmbH) in Sonthofen im Allgäu. RSGetriebe konstruiert und produziert Sondergetriebe für die unterschiedlichsten Branchen wie die Werkzeugmaschinen- oder Kunststoffindustrie. Im Dezember 2020 erfolgte die Übergabe der Geschäftsführung von Christoph Thoma an seinen Sohn Maximilian Thoma.

## Entwicklungen
- HCC/KPM Walzenmessgerät (1995)
- HCC/KPM Roll Shop Diagnose System (1996)
- Schleifmaschinen mit Monolith™-Technologie (2001)
- HCC/KPM Roll Surface Inspection System (2008)
- Herkules MACHtechnology (2013)

## Produkte
Das Unternehmen produziert Werkzeugmaschinen. Zum Produktprogramm gehören unter anderem:
- Walzenschleifmaschinen
- Texturiermaschinen
- Roll Shops und Roll Shop-Equipment
- Drehmaschinen
- Nutenfräsmaschinen
- Kaliberschleifmaschinen
- Maschinensteuerungen und -messgeräte